# 吹田市消防本部
吹田市消防本部（すいたししょうぼうほんぶ）は、大阪府吹田市の消防部局（消防本部）。管轄区域は吹田市全域。

## 概要
- 消防本部：大阪府吹田市江坂町1丁目21-6
- 管内面積：36.11km2
- 職員定数：342人
- 消防署4カ所、出張所4カ所
- 主力機械（2023年4月1日現在）
  - 消防ポンプ車：5
  - 小型タンク車：10
  - タンク車：4
  - 高規格救急自動車：18
  - 梯子車：4
  - 救助工作車：2
  - 水槽車：1
  - 化学車：1
  - 指揮車 : 1
  - 司令車：5
  - 調査車：1
  - 搬送車：1
  - 資機材搬送車：1
  - 乗用車：1
  - マイクロバス：1
  - 予防広報車：5
  - 指揮支援車：1
  - 査察車：4
  - 啓発車 : 2
  - 防災指導車：1
  - 救急支援車 : 1
  - 軽機材搬送車 : 1
  - 原動機付自転車 : 13

## 沿革
- 1941年9月　官設消防として、吹田消防署、豊津・千里・岸部出張所を開設する。
- 1947年4月　茨木出張所を開設し、岸部出張所を廃止する。
- 1948年2月　吹田市外1市14ケ村消防組合を開設する。
- 1948年3月　自治体消防として吹田消防署を開設する。
- 1948年7月　岸部出張所を開設する。
- 1948年10月　茨木出張所が茨木消防署になる。
- 1948年11月　吹田市外1市14ケ村消防組合を吹田市外6ケ村消防組合に改組する。
- 1949年11月　吹田市外6ケ村消防組合を解散し、吹田市消防署を開設する。
- 1950年6月　吹田市消防本部を開設する。
- 1960年6月　消防本部・消防署庁舎が竣工する。
- 1961年4月　救急業務を開始する。
- 1961年10月　千里丘出張所を開設する。
- 1966年8月　北消防署を開設する。吹田市消防署を南消防署に改称する。
- 1969年4月　万国博消防署を開設する。
- 1969年11月　万国博消防署東・西出張所を開設する。
- 1970年11月　万国博消防署を廃止する。
- 1971年5月　西分署を開設する。
- 1975年7月11日　消防本部・南消防署庁舎が移転する。
- 1977年4月1日　西分署が西消防署に昇格する。
- 1978年10月16日　消防本部警備課に後に特別救助隊となる専任救助隊を設置。
- 1985年4月1日　南正雀出張所を開設する。
- 1986年4月1日　国際消防救助隊に隊員10名登録。
- 1988年3月31日　千里丘出張所を廃止する。
- 1988年4月1日　東消防署を開設する。
- 1990年4月1日　吹田市消防音楽隊が発足する。
- 1994年3月11日　初の高規格救急車を南消防署に配備する。
- 1995年1月17日　阪神・淡路大震災に応援出場する。
- 2004年10月20日　平成16年台風第23号豊岡市水災害に緊急消防援助隊を派遣した
- 2006年11月15日　消防本部・西消防署庁舎が業務を開始する。
- 2011年3月11日　東日本大震災に緊急消防援助隊を派遣した。
- 2024年3月8日　吹田市総合防災センター（DRC Suita）完成に伴い、北消防署及び中消防庁舎の機能を統合する。旧北消防署の敷地内に、北消防署北千里仮出張所を開所する。

## 組織
- 本部
  - 総務予防室－総務課、予防課
  - 警防指令室－警備課、指令調査課、救急救助課
- 消防署

## 消防署
| 消防署   | 住所          | 出張所               |
| -------- | ------------- | -------------------- |
| 南消防署 | 内本町1-23-14 | 南正雀：南正雀4-1-3  |
| 北消防署 | 佐竹台1-6-3   | 北千里：藤白台1-1-50 |
| 西消防署 | 江坂町1-21-6  | 千里：円山町25-36    |
| 東消防署 | 尺谷5-15      | 岸部：岸部北5-2-2    |